# Спитек II з Ярослава
Спи́тек ІІ з Яросла́ва гербу Леліва (бл. 1404 — 10 листопада 1444 пропав безвісти) — шляхтич, королівський придворний, військовик, урядник Королівства Польського. Львівський староста з 14 липня 1441 року.

## Біографія

Битва під Варною. Рис. XIX ст.

Народився близько 1404 року. Третій, наймолодший син сандомирського воєводи Спитка І з Тарнова і Ярослава та його дружини Сандохни зі Зґлобеня. Як і брати (Рафал, Ян) іноді підписувався як «Спитек з Тарнова».
1436 р. воєводичі Спитек, Рафал і Ян зробили поділ спадку зі своїми стриєчними братами з Тарнова. При них залишились міста:
- Ярослав, Переворськ, Підгайчики (пол. Podhajczyki) зі селами в Перемиській землі
- Зґлобень (пол. Zgłobień) зі селами в Сандомирській землі
- Белжице (пол. Bełżyce) зі селами в Люблінській землі
- Вадув (пол. Wadów) у Краківській землі
- Лежайськ (королівщина) з селами.[2]

Як придворний короля Владислава III Варненчика разом з королем перебував в Угорщині 1440 р. Після смерті брата Рафала був номінований незадовго перед 14 липня 1441 p. львівським старостою (уряд тотожний генеральному старості Русі). За даними Влодзімежа Двожачека (пол. Włodzimierz Dworzaczek), посідав цей уряд (посаду) протягом півтора року. 11 січня 1443 р. записаний ще львівським старостою; водночас генеральним старостою Русі 31 серпня 1442 р. записаний руський воєвода Пйотр Одровонж, тобто за цю посаду йшла боротьба.  Казімеж Пшибось вказував, що Спитек ІІ згаданий як генеральний руський староста у джерелах, починаючи від 14 липня 1441, закінчуючи 28 серпня 1442, а П. Одровонж вдруге згаданий як генеральний руський староста у джерелах, починаючи від 2 жовтня 1442, а помер 6 вересня 1450, перед цим посідаючи уряд 16 лютого 1440. Під час перебування на посаді час від часу доїжджав до Львова, маючи власні, а може, й королівські, грошові справи.
У Буді 14 серпня 1443 р. отримав для Ярослава право складу.
Пропав безвісти (найправдоподібніше, загинув) у битві під Варною війська хрестоносців з турками-османами. Родичі, не знаючи його долі, вважали, що він перебуває у полоні, просили короля взнати про Спитека: той 1447 р. писав до Яноша Гуньяді допомогти його знайти. В 1451 р. його братанки під час поділу спадку зробили застереження на випадок його повернення. 